# Nekrolog 1863
Nekrolog
◄◄
| ◄
| 1859
| 1860
| 1861
| 1862
| 1863 | 1864 | 1865 | 1866 | 1867 | ► | ►►
Weitere Ereignisse | Allgemeiner Nekrolog 1863
Die Beschreibung der verstorbenen Person sollte so kurz wie möglich gehalten sein und nur deren signifikante Tätigkeit(en) enthalten.
Neue Namen ggf. auch unter dem Geburts- und Sterbedatum, also etwa unter 1. Januar und im Geburts- und Sterbejahr (2024) eintragen (nur bei entsprechender großer Wichtigkeit). Für Beispiele siehe die schon vorhandenen Artikel.
Außerdem über die fünf zuletzt Verstorbenen, zu denen es einen ausreichend guten Artikel für eine Präsentation auf der Hauptseite gibt, nach der todesbedingten Überarbeitung der Artikel ggf. auch unter Wikipedia Diskussion:Hauptseite informieren und sie am besten auch in den anderen Wikipedia-Sprachversionen eintragen. Tipp: Regelmäßig bei news.google.de nach „ist tot“, „gestorben“ oder „verstorben“ suchen.
Wenn eine Person gestorben ist, gibt es viele Seiten zu dieser Person in der Wikipedia, die davon auch betroffen sind und entsprechend aktualisiert werden müssen. Beispiele: Namenübersichtsseite, Geburtsjahr, Geburtsort-Seiten und viele mehr.
Wie finde ich die betroffenen Seiten?
Im Suchfeld auf der linken Seite gibt man den Suchbegriff so ein: „Vorname Nachname“. Dann klickt man auf Volltext und alle Seiten mit entsprechendem Suchtext werden aufgerufen. Hier sieht man dann schnell, wo auch das Todesjahr Sinn macht oder sogar ein Teil des Artikels angepasst werden muss. Auch hilft das „Werkzeug“ auf der linken Seite sehr gut, um solche Seiten aufzufinden: „Links auf diese Seite“. Somit ist die Wikipedia wieder aktuell in allen Bereichen! Hinweis: bei Eintragung der Kategorie „Gestorben JAHR“ wird der Missbrauchsfilter 49 ausgelöst, was jedoch nicht schlimm ist. Siehe: Spezial:Missbrauchsfilter/49
Dies ist eine Liste von im Jahr 1863 verstorbenen bekannten Persönlichkeiten. Die Einträge erfolgen innerhalb der einzelnen Daten alphabetisch sortiert. Tiere sind im Nekrolog für Tiere zu finden.

## Januar
| Tag        | Name                                              | Beruf, bekannt als | Alter | Beleg |
| ---------- | ------------------------------------------------- | --- | ----- | ----- |
| 1. Januar  | Julius Caesar Alford                              | US-amerikanischer Politiker | 63    |       |
| 1. Januar  | Johann Gottlieb Koppe                             | deutscher Agronom und Reformer der Landwirtschaft                                                                                    | 80    |       |
| 1. Januar  | Ernst August Pech                                 | deutscher Mediziner und Hochschullehrer                                                                                              | 74    |       |
| 3. Januar  | John Branch                                       | US-amerikanischer Politiker | 80    |       |
| 3. Januar  | Jean-Joseph Page                                  | Schweizer Jurist und Politiker |       |       |
| 3. Januar  | Karl Ernst Grießenbeck von Grießenbach            | bayerischer Offizier, zuletzt Generalmajor sowie Kommandeur des Bayerischen Kadettenkorps                                            | 75    |       |
| 4. Januar  | Christoph Engelbrecht von Brevern                 | Zivilgouverneur von Estland | 80    |       |
| 4. Januar  | William Dunn Moseley                              | US-amerikanischer Politiker | 67    |       |
| 5. Januar  | Friedrich Schmid                                  | Schweizer Jurist und Politiker | 50    |       |
| 5. Januar  | Albrecht Schöler                                  | deutscher evangelischer Geistlicher                                                                                                  | 43    |       |
| 5. Januar  | Moses Wisner                                      | US-amerikanischer Politiker | 47    |       |
| 5. Januar  | Johann Wilhelm Zinkeisen                          | deutscher Historiker | 59    |       |
| 6. Januar  | William Carr Lane                                 | US-amerikanischer Politiker | 73    |       |
| 6. Januar  | Karl Gotthelf Lehmann                             | deutscher Chemiker und Physiologe | 50    |       |
| 7. Januar  | Karl Müldner von Mülnheim                         | kurhessischer Minister | 80    |       |
| 7. Januar  | Karl von Suckow                                   | württembergischer Oberst | 75    |       |
| 7. Januar  | Elisha Whittlesey                                 | US-amerikanischer Politiker | 79    |       |
| 8. Januar  | Albert C. Greene                                  | US-amerikanischer Politiker | 70    |       |
| 8. Januar  | Karl Friedrich Viktor Jägerschmid                 | badischer Oberforstrat | 88    |       |
| 9. Januar  | Georg Friedrich Althaus                           | deutscher evangelischer Generalsuperintendent                                                                                        | 72    |       |
| 9. Januar  | Ferdinand Huber                                   | Schweizer Komponist | 71    |       |
| 10. Januar | Lyman Beecher                                     | US-amerikanischer Pfarrer und Abstinenzler                                                                                           | 87    |       |
| 10. Januar | Rudolf Thomas Siegfried                           | deutscher Sprachwissenschaftler und Sanskrit-Gelehrter                                                                               |       |       |
| 11. Januar | Hagiwara Hiromichi                                | japanischer Schriftsteller | 47    |       |
| 12. Januar | Anton Peter von Rummel                            | württembergischer Regierungspräsident                                                                                                | 91    |       |
| 16. Januar | Thomas Fearn                                      | US-amerikanischer Politiker | 73    |       |
| 17. Januar | Friedrich Kraner                                  | deutscher Philologe und Gymnasiallehrer                                                                                              | 50    |       |
| 17. Januar | Horace Vernet                                     | französischer Historien- und Militärmaler sowie Lithograf                                                                            | 73    |       |
| 18. Januar | Lawrence W. Hall                                  | US-amerikanischer Politiker |       |       |
| 18. Januar | Ludolph Lehmus                                    | deutscher Mathematiker | 82    |       |
| 18. Januar | Mangas Coloradas                                  | Häuptling der Bedonkohe-Apachen |       |       |
| 18. Januar | Muhammad Said                                     | Wali von Ägypten | 40    |       |
| 18. Januar | Franz Wirz                                        | Bergingenieur | 60    |       |
| 19. Januar | Johann Michael Leonhard                           | österreichischer Geistlicher, Bischof von St. Pölten und Militärbischof.                                                             | 80    |       |
| 20. Januar | Adolph Michaelis                                  | deutscher Rechtsgelehrter | 65    |       |
| 20. Januar | Karl von Camerer                                  | deutscher Jurist und Politiker | 61    |       |
| 20. Januar | Friedrich von der Pahlen                          | russischer Diplomat, wirklicher Geheimer Rat, Mitglied des kaiserlich-russischen Staatsrates sowie Generalgouverneur von Neurussland | 82    |       |
| 22. Januar | Johann Friedrich Mayer                            | deutscher Schultheiß, Notar und Politiker                                                                                            | 65    |       |
| 24. Januar | Eduard von Haynau                                 | kurhessischer General | 58    |       |
| 25. Januar | Andrew H. Mickle                                  | US-amerikanischer Politiker | 57    |       |
| 26. Januar | Heinrich Kramm                                    | deutscher Landrat | 47    |       |
| 27. Januar | Thomas Hartley Crawford                           | US-amerikanischer Politiker | 76    |       |
| 27. Januar | Ulrich von Destouches                             | deutscher Journalist und Bibliothekar                                                                                                | 60    |       |
| 27. Januar | Edward Robinson                                   | US-amerikanischer Theologe und Palästinaforscher                                                                                     | 68    |       |
| 27. Januar | Sophie von Schwerin                               | preußische Adlige und Schriftstellerin                                                                                               | 77    |       |
| 28. Januar | Joseph Stewart Cottman                            | US-amerikanischer Politiker | 59    |       |
| 29. Januar | Eduard Schmidt-Polex                              | deutscher Bankier und Politiker | 67    |       |
| 30. Januar | Joseph Gottfried Pargfrieder                      | Armeelieferant und Erbauer der Gedenkstätte Heldenberg, Niederösterreich                                                             |       |       |
| 31. Januar | Friedrich Friese II                               | deutscher Orgelbauer und Organist | 70    |       |
| 31. Januar | Ludwig Gall                                       | deutscher Sozialtheoretiker und Erfinder                                                                                             | 71    |       |
| 31. Januar | Henry Petty-Fitzmaurice, 3. Marquess of Lansdowne | britischer Staatsmann | 82    |       |
| 31. Januar | Johann Baptist Widder                             | deutscher Musiker und Kapellmeister                                                                                                  | 65    |       |
| Januar     | Hermann Herzenskron                               | österreichischer Bühnenschriftsteller                                                                                                |       |       |
| Januar     | Carl Georg Wenner                                 | deutscher Politiker | 57    |       |

## Februar
| Tag         | Name                                       | Beruf, bekannt als                                                      | Alter | Beleg |
| ----------- | ------------------------------------------ | ----------------------------------------------------------------------- | ----- | ----- |
| 1. Februar  | Georg von Cotta                            | deutscher Verleger, Industriepionier und Politiker                      | 66    |       |
| 1. Februar  | Johann Siegmund Mann jr.                   | deutscher Kaufmann und Politiker                                        | 65    |       |
| 1. Februar  | Heinrich Stürtz                            | deutscher Verwaltungsbeamter, Staatsanwalt, Landrat und Polizeidirektor |       |       |
| 2. Februar  | Carl von Giech                             | Politiker                                                               | 67    |       |
| 2. Februar  | Johann Jakob Guggenbühl                    | Schweizer Arzt und Vorreiter der modernen Behindertenhilfe              | 46    |       |
| 2. Februar  | Joseph von Hauer                           | österreichischer Finanzbeamter, Staatsmann und Paläontologe             | 84    |       |
| 3. Februar  | Josef Duile                                | Bauingenieur und Pionier der Wildbachverbauung                          | 86    |       |
| 3. Februar  | Henry L. Pinckney                          | US-amerikanischer Politiker                                             | 68    |       |
| 4. Februar  | Giuseppe Lillo                             | italienischer Komponist                                                 | 48    |       |
| 5. Februar  | Jean-Gabriel Eynard                        | Schweizer Bankier, Philhellene und Fotograf                             | 87    |       |
| 5. Februar  | James S. Stewart                           | schottischer Maler und Radierer                                         | 71    |       |
| 6. Februar  | Christoph Bernoulli                        | Schweizer Naturforscher und Wirtschaftswissenschaftler                  | 80    |       |
| 6. Februar  | Carl Ludwig Frommel                        | Maler, Kupferstecher, Stahlstecher, Radierer                            | 73    |       |
| 6. Februar  | Georg Ernst Harzen                         | Kaufmann, Kunsthändler, Auktionator und Mäzen                           | 72    |       |
| 6. Februar  | Matthias Schraudolph                       | deutscher Maler und Benediktiner                                        |       |       |
| 6. Februar  | George Tomlinson                           | anglikanischer Bischof von Gibraltar                                    | 68    |       |
| 8. Februar  | Johann Karl Adam Murhard                   | deutscher Rechtsgelehrter und Schriftsteller                            | 81    |       |
| 9. Februar  | Christian Nicolaus Bruhn                   | Theologe                                                                | 67    |       |
| 9. Februar  | Theodor Simons                             | Architekt                                                               | 49    |       |
| 10. Februar | Benedict Joseph Semmes                     | US-amerikanischer Politiker                                             | 73    |       |
| 11. Februar | Friedrich Müller                           | Landrat Großherzogtum Hessen                                            | 60    |       |
| 13. Februar | Presley Spruance                           | US-amerikanischer Politiker                                             | 77    |       |
| 15. Februar | Justus Breidenbach                         | hessischer Politiker und Landtagsabgeordneter Großherzogtum Hessen      | 62    |       |
| 15. Februar | Daniel Fenner von Fenneberg                | österreichischer Anführer des Aufstands in der Pfalz 1849               |       |       |
| 15. Februar | Carl August Knoderer                       | Revolutionär und Oberst im Sezessionskrieg                              | 38    |       |
| 15. Februar | Domenico Lo Faso Pietrasanta               | Herzog von Serradifalco, Archäologe                                     | 79    |       |
| 15. Februar | Nikolaus Zaya                              | Patriarch der chaldäisch-katholischen Kirche                            |       |       |
| 16. Februar | Pierre-Médard Diard                        | französischer Naturforscher                                             | 68    |       |
| 18. Februar | James Harlan                               | US-amerikanischer Politiker                                             | 62    |       |
| 19. Februar | Roger Sherman Baldwin                      | US-amerikanischer Politiker und Jurist                                  | 70    |       |
| 19. Februar | Wilhelm Runge                              | deutscher Mediziner                                                     | 57    |       |
| 21. Februar | Enrico Marconi                             | italienisch-polnischer Architekt                                        | 71    |       |
| 22. Februar | Daniel Frederik Eschricht                  | dänischer Arzt und Zoologe                                              | 64    |       |
| 22. Februar | Franz Xaver Zippe                          | böhmischer Naturwissenschaftler und Techniker                           | 72    |       |
| 24. Februar | Karl Franzewitsch Albrecht                 | deutsch-russischer Komponist                                            | 55    |       |
| 24. Februar | August Ferdinand von Arnauld de la Perière | preußischer Generalleutnant                                             | 76    |       |
| 24. Februar | Sebastian Dachauer                         | deutscher Schulmann und oberbayerischer Heimatforscher                  | 84    |       |
| 24. Februar | Andreas von Schlütter                      | königlich-hannoverischer Generalmajor                                   | 81    |       |
| 24. Februar | Anton Günther                              | österreichischer Philosoph und Theologe                                 | 79    |       |
| 24. Februar | Andreas Scutta                             | österreichischer Schauspieler, Sänger und Komponist                     |       |       |
| 26. Februar | Nicolaus Hudtwalcker                       | hamburgischer Assekuranzmakler, Kunstsammler und Mäzen                  | 68    |       |
| 26. Februar | Wolf Adolf August von Lüttichau            | deutscher Generalintendant des Sächsischen Hoftheaters Dresden          | 76    |       |
| 27. Februar | Emilia Bonini                              | italienische Opernsängerin (Sopran)                                     | 64    |       |
| 27. Februar | Johann Franz Anton von Olry                | bayerischer Diplomat                                                    | 93    |       |
| 28. Februar | Elisha Embree                              | US-amerikanischer Politiker                                             | 61    |       |
| 28. Februar | Jakob Philipp Kulik                        | österreichischer Mathematiker                                           | 69    |       |
| Februar     | Karl Moritz von Beurmann                   | deutscher Afrikaforscher                                                | 27    |       |
| Februar     | John Bull                                  | US-amerikanischer Politiker                                             |       |       |

## März
| Tag      | Name                              | Beruf, bekannt als                                                       | Alter | Beleg |
| -------- | --------------------------------- | ------------------------------------------------------------------------ | ----- | ----- |
| 1. März  | Ernst Elwert                      | Landtagsabgeordneter Großherzogtum Hessen                                | 75    |       |
| 1. März  | Heinrich Wilhelm Hartwig          | deutscher Politiker, Oberbürgermeister der Stadt Kassel                  | 70    |       |
| 3. März  | Heinrich Ahrens                   | deutscher Porträtmaler und Fotograf                                      | 57    |       |
| 3. März  | William John Burchell             | britischer Naturforscher und Botaniker                                   |       |       |
| 3. März  | Friedrich Anton Serre             | deutscher Major und Mäzen                                                | 73    |       |
| 4. März  | August von Asbrand-Porbeck        | deutscher Verwaltungsbeamter                                             | 51    |       |
| 5. März  | Aline von Schlichtkrull           | deutsche Schriftstellerin und Musikerin                                  | 30    |       |
| 5. März  | Karl Friedrich Vollgraff          | deutscher Jurist und Soziologe                                           | 68    |       |
| 5. März  | Valentin Weber                    | deutscher Bürgermeister und Mitglied der kurhessischen Ständeversammlung | 58    |       |
| 6. März  | Hendrik Willem Tydeman            | niederländischer Rechts- und Staatswissenschaftler                       | 84    |       |
| 7. März  | Bartolomeo Bosco                  | italienischer Zauberkünstler                                             | 70    |       |
| 7. März  | Benno Kreil                       | salzburgischer römisch-katholischer Geistlicher                          | 83    |       |
| 7. März  | Bernhard Magel                    | katholischer Priester der Diözese Speyer                                 | 67    |       |
| 8. März  | Karl Ludwig Christian Thienemann  | deutscher Verleger, Schriftsteller und Schauspieler                      | 76    |       |
| 9. März  | Julius Heimann Caspar             | deutscher Mediziner                                                      | 61    |       |
| 9. März  | Thomas Ritchey                    | US-amerikanischer Politiker                                              | 62    |       |
| 10. März | August Geffers                    | deutscher Klassischer Philologe und Gymnasialdirektor                    | 58    |       |
| 11. März | James Outram                      | britischer General                                                       | 60    |       |
| 13. März | William C. McCauslen              | US-amerikanischer Politiker                                              |       |       |
| 14. März | Maria Augusta von Sachsen         | sächsische Prinzessin und polnische Thronerbin                           | 80    |       |
| 14. März | Julius Meyer                      | deutscher Eisenhüttenbesitzer und Gutsbesitzer                           | 45    |       |
| 14. März | John William Noell                | US-amerikanischer Politiker                                              | 47    |       |
| 15. März | César-Mansuète Despretz           | belgisch-französischer Physiker                                          |       |       |
| 15. März | Adolph von Wrede                  | deutscher Forschungsreisender                                            | 55    |       |
| 17. März | Julius Schuster                   | deutscher Politiker                                                      | 45    |       |
| 18. März | Powhatan Ellis                    | US-amerikanischer Politiker                                              | 73    |       |
| 18. März | Alberto La Marmora                | piemontesischer General und Naturforscher                                | 73    |       |
| 18. März | Stephan von Millenkovich          | kaiserlich-königlicher Oberst                                            | 77    |       |
| 18. März | Thomas Rivers                     | US-amerikanischer Politiker                                              | 43    |       |
| 19. März | Josef Sigmund Bühler              | Schweizer Politiker und Richter                                          | 58    |       |
| 19. März | Peter von Meyendorff              | russischer Diplomat                                                      | 66    |       |
| 20. März | Carl Julius Erath                 | Dichter und Lehrer                                                       | 61    |       |
| 20. März | Ottaviano Fabrizio Mossotti       | italienischer Physiker                                                   | 71    |       |
| 20. März | Christian Erhard von Nettelbladt  | deutscher Verwaltungsjurist und Bibliothekar                             | 71    |       |
| 21. März | Heinrich von Bock                 | livländischer Jurist, Politiker, Ökonom und Schriftsteller               | 91    |       |
| 21. März | Leopold von Kolowrat-Krakowsky    | österreichischer Generalmajor und Gouverneur                             | 58    |       |
| 21. März | Carl Adolf Senff                  | deutscher Maler der Biedermeierzeit                                      | 78    |       |
| 21. März | Edwin Vose Sumner                 | US-amerikanischer Generalmajor der US-Heeres                             | 66    |       |
| 23. März | Otto Kjer                         | nordschleswigscher Verwaltungsjurist                                     | 70    |       |
| 24. März | Christian Friedrich Bellermann    | deutscher evangelischer Theologe und Autor                               | 69    |       |
| 24. März | Rufus K. Goodenow                 | US-amerikanischer Politiker                                              | 72    |       |
| 25. März | Caroline Franziska Sattler        | deutsche Porträt- und Miniaturmalerin und Lithographin                   | 63    |       |
| 26. März | Johannes Schwenck                 | deutscher Gutsbesitzer und Abgeordneter                                  | 86    |       |
| 26. März | Julius Troschel                   | deutscher Bildhauer                                                      | 56    |       |
| 27. März | Opothleyahola                     | Häuptling der Muskogee                                                   |       |       |
| 27. März | Charles Stetson                   | US-amerikanischer Politiker                                              | 61    |       |
| 28. März | James Cooper                      | US-amerikanischer Politiker                                              | 52    |       |
| 29. März | Peter von Chlumecký               | österreichisch-mährischer Historiker                                     | 37    |       |
| 29. März | Heinrich Maria von Hess           | deutscher Maler                                                          | 64    |       |
| 29. März | August Gottlob Ferdinand Schirmer | deutscher Theologe und Hochschullehrer                                   | 71    |       |
| 30. März | Auguste Bravais                   | französischer Physiker und Mitbegründer der Kristallographie             | 51    |       |
| 30. März | Giuseppe Cosenza                  | italienischer Geistlicher, Erzbischof von Capua und Kardinal             | 75    |       |
| 30. März | George Long Duyckinck             | US-amerikanischer Schriftsteller                                         | 39    |       |
| 30. März | Albert Knoll                      | Südtiroler Kapuziner                                                     | 66    |       |

## April
| Tag       | Name                                   | Beruf, bekannt als                                                                         | Alter | Beleg |
| --------- | -------------------------------------- | ------------------------------------------------------------------------------------------ | ----- | ----- |
| 1. April  | Georg Friedrich Blaul                  | deutscher Pfarrer und Dichter                                                              | 54    |       |
| 1. April  | Jakob Steiner                          | Schweizer Mathematiker                                                                     | 67    |       |
| 1. April  | Hans Constantin von Zwierlein          | nassauischer Politiker                                                                     | 60    |       |
| 3. April  | Heinrich Hübsch                        | deutscher Architekt, großherzoglich badischer Baubeamter                                   | 68    |       |
| 3. April  | Theodor von Moro                       | österreichischer Fabrikant und Politiker, Landtagsabgeordneter                             | 39    |       |
| 4. April  | Adrianus Johannes Ehnle                | niederländischer Porträtmaler, Zeichner und Lithograf                                      | 44    |       |
| 4. April  | Ludwig Emil Grimm                      | deutscher Maler und Kupferstecher                                                          | 73    |       |
| 4. April  | Friedrich von Knorr                    | preußischer Generalmajor                                                                   | 55    |       |
| 4. April  | Johannes Servaas Lotsy                 | niederländischer Politiker                                                                 | 64    |       |
| 4. April  | Christopher Wolcott                    | US-amerikanischer Jurist und Politiker                                                     | 42    |       |
| 5. April  | Konrad Adolf Hartleben                 | deutsch-österreichischer Buchhändler, Herausgeber und Verleger                             | 84    |       |
| 6. April  | Anton Dominikus Biber                  | deutscher Klavierbauer                                                                     | 65    |       |
| 7. April  | Matthias Shepler                       | US-amerikanischer Politiker (Demokratische Partei)                                         | 72    |       |
| 8. April  | Joseph Netherclift                     | englischer Komponist und Lithograf                                                         | 70    |       |
| 8. April  | Abraham Raschle                        | Schweizer Politiker und Industrieller                                                      | 70    |       |
| 8. April  | Karl Ernst Richter                     | sächsischer Publizist und Mitglied der Ständeversammlung (Landtag) des Königreichs Sachsen | 68    |       |
| 10. April | Giovanni Battista Amici                | italienischer Astronom, Optiker und Physiker                                               | 77    |       |
| 10. April | Benedetto Colonna Barberini di Sciarra | italienischer Kardinal                                                                     | 74    |       |
| 10. April | Domenico Spinelli                      | italienischer Sammler und Archäologe                                                       |       |       |
| 10. April | Hermann Steudner                       | deutscher Natur- und Afrikaforscher                                                        | 30    |       |
| 11. April | Hermann Kersting                       | deutscher Richter                                                                          | 51    |       |
| 11. April | Georg Wilhelm von Lüdemann             | deutscher Verwaltungsbeamter und Polizeidirektor sowie Reiseschriftsteller                 | 66    |       |
| 12. April | Karl Jakob Rohr                        | Schweizer Arzt                                                                             |       |       |
| 13. April | George Cornewall Lewis                 | britischer Staatsmann und Gelehrter                                                        | 56    |       |
| 14. April | William Mordecai Cooke                 | konföderierter Politiker                                                                   | 39    |       |
| 14. April | Benjamin Welch junior                  | US-amerikanischer Zeitungsverleger und Politiker                                           |       |       |
| 15. April | Heinrich Carl Esmarch                  | Jurist und Mitglied der Frankfurter Nationalversammlung                                    | 70    |       |
| 15. April | Alfred Moquin-Tandon                   | französischer Zoologe, Botaniker und Naturhistoriker                                       | 58    |       |
| 15. April | Ulrich Pultz von Carlsen               | großherzoglich hessischer Generalleutnant, Ehrenbürger der Stadt Offenbach am Main         | 89    |       |
| 16. April | Carl Adloff                            | deutscher Maler der Düsseldorfer Schule                                                    | 44    |       |
| 16. April | Joseph Binder                          | österreichischer Maler                                                                     | 58    |       |
| 16. April | Cornelius de Greiff                    | deutscher Seidenfabrikant und Philanthrop                                                  | 81    |       |
| 16. April | François Victor Masséna                | französischer Naturaliensammler                                                            | 64    |       |
| 16. April | Ferdinand Redtenbacher                 | österreichisch-deutscher Pionier des wissenschaftlichen Maschinenbaus                      | 53    |       |
| 17. April | John Colborne, 1. Baron Seaton         | britischer Feldmarschall und Kolonialverwalter                                             | 85    |       |
| 17. April | Daniel Smith Donelson                  | General der Konföderierten Staaten im Amerikanischen Bürgerkrieg                           | 61    |       |
| 17. April | Georg Ebner                            | deutscher Verleger                                                                         | 78    |       |
| 17. April | Howard Stansbury                       | US-amerikanischer Offizier und Forscher                                                    | 57    |       |
| 18. April | Bertha Ronge                           | deutsche Erzieherin und Frauenrechtlerin                                                   | 44    |       |
| 18. April | Abraham Louis Tourte                   | Schweizer Politiker, Maler und Diplomat                                                    | 44    |       |
| 19. April | Louis Coblitz                          | deutscher Maler und Zeichner                                                               | 48    |       |
| 22. April | Hugo Beissel von Gymnich               | rheinischer Gutsbesitzer und Politiker                                                     | 64    |       |
| 22. April | Gabriel Riesser                        | deutscher Rechtsanwalt und Politiker, MdHB                                                 | 57    |       |
| 23. April | William Darlington                     | US-amerikanischer Politiker und Botaniker                                                  | 80    |       |
| 23. April | Otto Dütsch                            | dänischer Komponist                                                                        | 39    |       |
| 23. April | Julius Wiethaus                        | preußischer Beamter und Abgeordneter                                                       | 56    |       |
| 24. April | John Silva Meehan                      | Leiter der Library of Congress                                                             | 73    |       |
| 26. April | Johann Wilhelm Braun                   | deutscher Bildhauer                                                                        | 66    |       |
| 26. April | Auguste Charlotte von Kielmannsegge    | deutsche Agentin Napoleons                                                                 | 85    |       |
| 26. April | Karl Friedrich Köppen                  | deutscher Junghegelianer                                                                   | 55    |       |
| 26. April | Carl Theodor von Seyssel d’Aix         | preußischer Verwaltungsbeamter und Landrat                                                 | 82    |       |
| 27. April | Gustav Bock                            | deutscher Musikverleger                                                                    | 50    |       |
| 27. April | Ernst Ellendt                          | deutscher Klassischer Philologe und Gymnasialdirektor                                      | 60    |       |
| 28. April | Edward Joshua Cooper                   | irischer Astronom                                                                          | 64    |       |
| 28. April | Johann Michael Mappes                  | deutscher Mediziner und Politiker                                                          | 66    |       |
| 28. April | Friedrich Emil Roetig                  | deutscher Uhrmacher                                                                        | 49    |       |
| 28. April | Benedict Jacob Römer-Büchner           | deutscher Jurist und Lokalhistoriker                                                       | 70    |       |
| 30. April | Philip Burnard Ayres                   | britischer Arzt, Botaniker und Pflanzensammler                                             | 49    |       |
| 30. April | Jean Danjou                            | Offizier der französischen Fremdenlegion                                                   | 35    |       |
| 30. April | Christian von Steven                   | russischer Botaniker und Entomologe schwedischer Herkunft                                  | 82    |       |
| April     | António Dias de Oliveira               | portugiesischer Politiker                                                                  | 58    |       |

## Mai
| Tag     | Name                          | Beruf, bekannt als                                                                              | Alter | Beleg |
| ------- | ----------------------------- | ----------------------------------------------------------------------------------------------- | ----- | ----- |
| 2. Mai  | Ludwig Bisky                  | deutscher Politiker, Offizier der US-Army                                                       | 45    |       |
| 2. Mai  | Karl Pistor                   | deutscher Hofschauspieler                                                                       | 79    |       |
| 4. Mai  | Gerd Eilers                   | deutscher Pädagoge                                                                              | 75    |       |
| 4. Mai  | Anton Schlude                 | deutscher Natur- und Heimatdichter                                                              | 54    |       |
| 6. Mai  | Julius Clarus                 | deutscher Pharmakologe und Hochschullehrer                                                      | 44    |       |
| 6. Mai  | Peter Schwingen               | deutscher Genre- und Porträtmaler der Düsseldorfer Malerschule                                  | 49    |       |
| 6. Mai  | Ferdinand Stegmayer           | österreichischer Kapellmeister und Komponist                                                    | 59    |       |
| 6. Mai  | James Tannock                 | schottischer Porträtmaler                                                                       | 79    |       |
| 7. Mai  | Arent Schuyler de Peyster     | US-amerikanischer Handelskapitän in britischen Diensten                                         | 84    |       |
| 7. Mai  | Earl Van Dorn                 | Generalmajor der Konföderation im Amerikanischen Bürgerkrieg                                    | 42    |       |
| 8. Mai  | Juan Francisco Giró           | Präsident Uruguays                                                                              | 71    |       |
| 8. Mai  | John Edwin Holmes             | US-amerikanischer Politiker                                                                     | 53    |       |
| 10. Mai | Jean-Bernard Kaupert          | Schweizer Musikpädagoge und Komponist                                                           | 77    |       |
| 10. Mai | Thomas Jonathan Jackson       | General des konföderierten Heeres                                                               | 39    |       |
| 10. Mai | Diedrich Johann Longé         | Marineoffizier                                                                                  | 83    |       |
| 12. Mai | Josef Klapka                  | Drucker, Journalist, Verleger, Bürgermeister, Abgeordneter des ungarischen Reichstags           |       |       |
| 12. Mai | Lambert Joseph Meerts         | belgischer Violinist und Musikpädagoge                                                          | 63    |       |
| 12. Mai | Radama II.                    | König von Madagaskar                                                                            | 33    |       |
| 12. Mai | Ruggero Settimo               | sizilianischer Fürst                                                                            | 84    |       |
| 12. Mai | Gottlieb August Wimmer        | österreichischer evangelischer Pfarrer                                                          | 71    |       |
| 13. Mai | August Hahn                   | deutscher evangelischer Theologe                                                                | 71    |       |
| 14. Mai | Ferdinand Beyer               | deutscher Komponist und Pianist                                                                 | 59    |       |
| 14. Mai | Virgil Fleischmann            | österreichischer katholischer Geistlicher, Kirchenmusiker und Komponist                         | 79    |       |
| 14. Mai | Michael Garicoits             | Gründer der Priester des heiligsten Herzen Jesu von Bétharram                                   | 66    |       |
| 15. Mai | Johann Jakob Ewich            | deutscher evangelischer Pädagoge                                                                | 74    |       |
| 15. Mai | Zygmunt Padlewski             | polnischer Unabhängigkeitskämpfer                                                               | 27    |       |
| 17. Mai | Karl von Lanckoroński-Brzezie | k.k. Oberstkämmerer, oberster Hoftheaterdirektor, Kunstförderer und Ritter des goldenen Vlieses | 63    |       |
| 17. Mai | Carl Meaubert                 | deutscher Komiker, Sänger und Schauspieler                                                      |       |       |
| 17. Mai | Eduard Rahn                   | deutscher Jurist und Politiker                                                                  | 36    |       |
| 17. Mai | Kunigunde von Savigny         | deutsche Frau, Tochter des Peter Anton Brentano                                                 | 82    |       |
| 19. Mai | Carl Friedrich Ritter         | deutscher Klavierbauer                                                                          | 66    |       |
| 21. Mai | Hans Heinrich von Könneritz   | deutscher Rittergutsbesitzer und Diplomat                                                       | 73    |       |
| 21. Mai | Werner Reinhold               | deutscher Philologe                                                                             | 56    |       |
| 23. Mai | Thomas Carbery                | US-amerikanischer Politiker                                                                     | 71    |       |
| 23. Mai | Friedrich Heinrich Creplin    | deutscher Zoologe und Mediziner                                                                 | 74    |       |
| 23. Mai | Johann David Wissel           | Bürgermeister und Landtagsabgeordneter Großherzogtum Hessen                                     | 44    |       |
| 24. Mai | Johann Georg Kreis            | Schweizer Politiker und Richter                                                                 | 59    |       |
| 25. Mai | August Knobel                 | deutscher evangelischer Theologe                                                                | 56    |       |
| 25. Mai | Peter Andreas Munch           | norwegischer Historiker                                                                         | 52    |       |
| 26. Mai | Clemens von Brandis           | österreichischer Schriftsteller, Historiker, Politiker und Gouverneur von Tirol                 | 65    |       |
| 26. Mai | Orra White Hitchcock          | US-amerikanische Malerin und Botanikerin                                                        | 67    |       |
| 26. Mai | Heinrich August Schoeller     | deutscher Papierfabrikant                                                                       | 74    |       |
| 27. Mai | Barbara Bansi                 | französische Malerin                                                                            | 85    |       |
| 28. Mai | Noah Martin                   | US-amerikanischer Politiker                                                                     | 61    |       |
| 28. Mai | Salvatore da Ozieri           | Generalminister der Kapuziner und Kurienerzbischof                                              | 67    |       |
| 28. Mai | William Temple                | US-amerikanischer Politiker                                                                     | 49    |       |
| 29. Mai | Johann Bernhard Zündel        | Schweizer Kaufmann, Militär und Unternehmer                                                     | 71    |       |
| 30. Mai | Josef Gartner                 | Prager Orgelbauer                                                                               | 66    |       |
| 31. Mai | Johanna Neumann               | deutsche Autorin                                                                                | 75    |       |

## Juni
| Tag      | Name                                     | Beruf, bekannt als                                                                                      | Alter | Beleg |
| -------- | ---------------------------------------- | --- | ----- | ----- |
| 1. Juni  | Maximilian Joseph von Österreich-Este    | österreichischer Erzherzog, Artillerie- und Festungsexperte, Hochmeister des Deutschen Ordens           | 80    |       |
| 1. Juni  | Carl Magnus von der Pahlen               | russischer Politiker und General der Kavallerie                                                         | 84    |       |
| 1. Juni  | David Potts                              | US-amerikanischer Politiker                                                                             | 68    |       |
| 3. Juni  | Alphonse von Oriola                      | preußischer Diplomat                                                                                    | 50    |       |
| 3. Juni  | Pedro Pelaez                             | philippinischer Priester der römisch-katholischen Kirche                                                | 50    |       |
| 4. Juni  | Samuel S. Ellsworth                      | US-amerikanischer Jurist und Politiker                                                                  | 72    |       |
| 4. Juni  | Johann Erhard Prieger                    | deutscher Arzt                                                                                          | 70    |       |
| 5. Juni  | Franz Martin Drexel                      | österreichisch-US-amerikanischer Maler und Bankier                                                      | 71    |       |
| 5. Juni  | Marie Ellenrieder                        | deutsche Malerin                                                                                        | 72    |       |
| 5. Juni  | Eduard von Olberg                        | preußischer Generalmajor                                                                                | 62    |       |
| 6. Juni  | Perrier                                  | französischer Schauspieler                                                                              | 79    |       |
| 7. Juni  | Franz Xaver Gruber                       | österreichischer Kirchenliedkomponist                                                                   | 75    |       |
| 7. Juli  | William Mulready                         | irischer Maler und Illustrator                                                                          | 77    |       |
| 9. Juni  | Dost Mohammed                            | Herrscher von Afghanistan                                                                               | 69    |       |
| 9. Juni  | Maximilian Nohl                          | deutscher Architekt                                                                                     | 32    |       |
| 11. Juni | Samuel G. Andrews                        | US-amerikanischer Politiker                                                                             | 66    |       |
| 11. Juni | Christoph Riggenbach                     | Schweizer Architekt                                                                                     | 52    |       |
| 12. Juni | Hamilton Campbell                        | amerikanischer Daguerreotypist, Ambrotypist, Missionar, Graveur und Tischler                            |       |       |
| 13. Juni | Franklin Cannon                          | US-amerikanischer Politiker                                                                             | 69    |       |
| 13. Juni | Johannes Praetorius                      | Landtagsabgeordneter Großherzogtum Hessen                                                               | 69    |       |
| 14. Juni | Traugott Samuel Franke                   | deutscher Mathematiker und Hochschullehrer                                                              | 58    |       |
| 14. Juni | Marianne Heese                           | deutsche Stiftsgründerin                                                                                | 75    |       |
| 16. Juni | Ludwig Förster                           | österreichischer Architekt                                                                              | 65    |       |
| 17. Juni | Isham Warren Garrott                     | US-amerikanischer Politiker, Geschäftsmann und General der Konföderierten im amerikanischen Bürgerkrieg |       |       |
| 17. Juni | Wolfred Nelson                           | kanadischer Politiker und Arzt                                                                          | 71    |       |
| 18. Juni | Louis Gaussen                            | Schweizer Theologe                                                                                      | 72    |       |
| 19. Juni | Wilhelm Bohnhardt                        | Landtagsabgeordneter                                                                                    | 55    |       |
| 20. Juni | Joseph Russegger                         | österreichischer Geologe                                                                                | 60    |       |
| 23. Juni | Matwei Alexandrowitsch Dmitrijew-Mamonow | russischer Staatsmann und Literat                                                                       | 72    |       |
| 23. Juni | Ignacio de la Llave                      | mexikanischer Militär und Gouverneur                                                                    | 44    |       |
| 23. Juni | Friedrich von Podewils                   | deutscher Beamter, Regierungspräsident                                                                  | 58    |       |
| 25. Juni | Joseph Beskiba                           | österreichischer Mathematiker                                                                           | 71    |       |
| 25. Juni | Ernst Friedrich Fink                     | deutscher evangelischer Geistlicher                                                                     | 56    |       |
| 25. Juni | Johann Karl Ehrenfried Kegel             | deutscher Kamtschatka-Erforscher                                                                        | 78    |       |
| 26. Juni | Andrew Hull Foote                        | Konteradmiral der United States Navy während des amerikanischen Bürgerkrieges                           | 56    |       |
| 27. Juni | Zygmunt Sierakowski                      | Führer im polnischen Januaraufstand                                                                     | 37    |       |
| 29. Juni | Ioan Alexi                               | rumänischer griechisch-katholischer Bischof                                                             | 63    |       |
| 29. Juni | Ferdinand von Dänemark                   | Kronprinz von Dänemark                                                                                  | 70    |       |
| 29. Juni | Christian Gottlieb Müller                | deutscher Musiker und Komponist                                                                         | 63    |       |
| 29. Juni | Karl von Zeisberg                        | österreichischer Feldmarschall-Leutnant                                                                 |       |       |
| 30. Juni | Georg Adam Kühnle                        | deutscher Industrieller                                                                                 | 67    |       |

## Juli
| Tag      | Name                                              | Beruf, bekannt als                                                                               | Alter | Beleg |
| -------- | ------------------------------------------------- | ------------------------------------------------------------------------------------------------ | ----- | ----- |
| 1. Juli  | Wilhelm Gottfried Lasch                           | deutscher Apotheker, Botaniker und Mykologe                                                      | 76    |       |
| 1. Juli  | John Fulton Reynolds                              | Berufsoffizier der US Army                                                                       | 42    |       |
| 2. Juli  | Isaac Ben Jacob                                   | russischer Publizist und Autor                                                                   | 62    |       |
| 2. Juli  | Stephen H. Weed                                   | General der US-Armee                                                                             | 31    |       |
| 2. Juli  | George Lamb Willard                               | US-amerikanischer Offizier                                                                       | 35    |       |
| 3. Juli  | William Barksdale                                 | General der Konföderierten Staaten von Amerika im Amerikanischen Bürgerkrieg                     | 41    |       |
| 3. Juli  | Little Crow                                       | Häuptling der Mdewakanton-Indianer                                                               | 52/53 |       |
| 3. Juli  | Elon John Farnsworth                              | US-amerikanischer Brigadegeneral der Nordstaaten im Bürgerkrieg                                  | 25    |       |
| 3. Juli  | Richard Brooke Garnett                            | Offizier der US-Armee und General der Konföderierten im Amerikanischen Bürgerkrieg               | 45    |       |
| 3. Juli  | Alexander Henry Rhind                             | schottischer Anwalt und Ägyptologe                                                               | 29    |       |
| 3. Juli  | Eliakim Sherrill                                  | US-amerikanischer Offizier und Politiker                                                         | 50    |       |
| 5. Juli  | Lewis Addison Armistead                           | amerikanischer Offizier, Brigadegeneral der Konföderierten im Sezessionskrieg                    | 46    |       |
| 5. Juli  | Johannes Leeb                                     | deutscher Bildhauer und Steinmetz                                                                | 72    |       |
| 5. Juli  | Ludwig Thudichum                                  | Pfarrer und Landtagsabgeordneter Großherzogtum Hessen                                            | 64    |       |
| 6. Juli  | Ernst Merck                                       | deutscher Unternehmer und Politiker                                                              | 51    |       |
| 7. Juli  | Alois Bayer                                       | deutscher Hofopernsänger und Mitglied des Münchner Hoftheaters                                   | 61    |       |
| 7. Juli  | Nicolas Charles Victor Oudinot                    | Herzog von Reggio und Sohn des Nicolas-Charles Oudinot                                           | 71    |       |
| 8. Juli  | Francis Patrick Kenrick                           | Erzbischof von Baltimore                                                                         | 66    |       |
| 8. Juli  | Abner Read                                        | US-amerikanischer Marineoffizier                                                                 | 42    |       |
| 8. Juli  | Bartholomäus von Stürmer                          | österreichischer Diplomat und Staatsmann                                                         | 75    |       |
| 9. Juli  | John Blair                                        | US-amerikanischer Politiker                                                                      | 72    |       |
| 9. Juli  | Eduard Fischel                                    | deutscher Publizist und Schriftsteller                                                           |       |       |
| 9. Juli  | Christian Friedrich von Stockmar                  | deutscher Arzt und Staatsmann                                                                    | 75    |       |
| 10. Juli | Ida Pellet                                        | deutsch-österreichische Schauspielerin                                                           |       |       |
| 12. Juli | Étienne-Jean Delécluze                            | französischer Maler und Autor                                                                    | 82    |       |
| 12. Juli | Johann Wilhelm Löbell                             | deutscher Historiker, gilt als Begründer der modernen Geschichtswissenschaft                     | 76    |       |
| 13. Juli | John Stevens Bowen                                | General der Konföderierten Staaten von Amerika im Amerikanischen Bürgerkrieg                     | 32    |       |
| 13. Juli | Heinrich Schacht                                  | deutscher Schriftsteller                                                                         | 46    |       |
| 15. Juli | William Douglas-Hamilton, 11. Duke of Hamilton    | 11. Herzog von Hamilton                                                                          | 52    |       |
| 15. Juli | Robert Theer                                      | österreichischer Maler und Lithograf                                                             | 54    |       |
| 17. Juli | Jacob Heinrich Wilhelm Lehmann                    | deutscher Astronom                                                                               | 63    |       |
| 18. Juli | Arnold Timothée de Lasaulx                        | Bürgermeister von Moresnet (1817–1859)                                                           | 89    |       |
| 18. Juli | Robert Gould Shaw                                 | Offizier der Union im Amerikanischen Bürgerkrieg                                                 | 25    |       |
| 19. Juli | Eugen Dickmann von Secherau                       | österreichischer Gewerke und Industrieller in Kärnten                                            | 69    |       |
| 19. Juli | Friedrich Strauß                                  | deutscher Theologe und Prediger                                                                  | 76    |       |
| 20. Juli | George Crockett Strong                            | General der Nordstaaten im Sezessionskrieg                                                       | 30    |       |
| 21. Juli | Josephine Kablik                                  | böhmische Botanikerin und Paläontologin                                                          | 76    |       |
| 21. Juli | William M. Oliver                                 | US-amerikanischer Rechtsanwalt und Politiker                                                     | 70    |       |
| 21. Juli | Joseph Carl Theodor Wolfskehl                     | deutscher Kaufmann und Bankier                                                                   | 48    |       |
| 22. Juli | Friedrich August Bretschneider                    | deutscher Bäckermeister und Stifter                                                              | 58    |       |
| 22. Juli | Karl Schuberth                                    | deutscher Violoncellist, Komponist und Musikpädagoge                                             | 52    |       |
| 24. Juli | Carl Eggers                                       | deutscher Maler                                                                                  | 75    |       |
| 25. Juli | El Pípila                                         | mexikanischer Minenarbeiter und Nationalheld                                                     | 81    |       |
| 26. Juli | John J. Crittenden                                | US-amerikanischer Politiker                                                                      | 76    |       |
| 26. Juli | Hugh Halkett                                      | britisch-hannoverscher General                                                                   | 79    |       |
| 26. Juli | Sam Houston                                       | US-amerikanischer Politiker und General                                                          | 70    |       |
| 26. Juli | Emma Livry                                        | französische Ballerina                                                                           | 20    |       |
| 27. Juli | Karl Gottfried Traugott Faber                     | deutscher Maler, Radierer und Lithograph                                                         | 76    |       |
| 27. Juli | Friedrich von Preußen                             | königlich preußischer Prinz und General der Kavallerie                                           | 68    |       |
| 27. Juli | Carl Julius Wilhelm Ernst von Schumm              | württembergischer Oberamtmann und Regierungspräsident                                            | 68    |       |
| 27. Juli | William Lowndes Yancey                            | US-amerikanischer Politiker und Jurist                                                           | 48    |       |
| 28. Juli | Ambroise Detrez                                   | Maler und Professor für Malerei an der Akademie in Valenciennes                                  | 52    |       |
| 28. Juli | Charles-Jules Matthey                             | Schweizer Politiker                                                                              | 48    |       |
| 28. Juli | Constantine Henry Phipps, 1. Marquess of Normanby | britischer Politiker (Tories, Conservative Party), Mitglied des House of Commons und Peer        | 66    |       |
| 28. Juli | Jean Reynaud                                      | französischer Philosoph und Vertreter des Sozialismus                                            | 57    |       |
| 29. Juli | Wilhelm Hoffmann                                  | Landtagsabgeordneter Großherzogtum Hessen                                                        | 73    |       |
| 30. Juli | Wilhelm Preetorius                                | deutscher Lederfabrikant und Abgeordneter der 2. Kammer der Landstände des Großherzogtums Hessen | 71    |       |

## August
| Tag        | Name                               | Beruf, bekannt als | Alter | Beleg |
| ---------- | ---------------------------------- | --- | ----- | ----- |
| 1. August  | Johann Peter Cremer                | deutscher Architekt und Baumeister des Klassizismus und der Neugotik                                                         | 77    |       |
| 1. August  | Josef Nolte                        | deutscher katholischer Geistlicher                                                                                           | 81    |       |
| 1. August  | Lemuel Paynter                     | US-amerikanischer Politiker                                                                                                  |       |       |
| 2. August  | Georg Wilhelm Wanderer             | deutscher Porträtmaler | 59    |       |
| 3. August  | Zadock Cook                        | US-amerikanischer Politiker                                                                                                  | 94    |       |
| 3. August  | Carl Friedrich Alexander Hartmann  | deutscher Metallurg, Mineraloge und Schriftsteller                                                                           | 67    |       |
| 3. August  | Edward Jürgens                     | Warschauer Kaufmann, Januar-Aufständischer                                                                                   | 38    |       |
| 3. August  | Franz Mayr                         | österreichischer Kinderarzt und Hochschullehrer                                                                              | 48    |       |
| 5. August  | Adolf Friedrich Hesse              | deutscher Organist und Komponist                                                                                             | 53    |       |
| 7. August  | Hermann Friedrich Kilian           | deutscher Gynäkologe | 63    |       |
| 7. August  | Karl Friedrich von Liel            | bayerischer Generalmajor und Kriegsminister                                                                                  | 64    |       |
| 8. August  | Karl Friedrich Scholler            | deutscher Theologe und Politiker                                                                                             | 55    |       |
| 10. August | Jean-Joseph Christophe             | französischer römisch-katholischer Geistlicher und Bischof von Soissons                                                      | 60    |       |
| 11. August | John K. Miller                     | US-amerikanischer Politiker                                                                                                  | 44    |       |
| 13. August | Julius Caspar                      | deutscher Theaterschauspieler                                                                                                |       |       |
| 13. August | Eugène Delacroix                   | französischer Maler | 65    |       |
| 13. August | Carl Adolph Ritter                 | deutscher Politiker | 69    |       |
| 14. August | Rafael Barišić                     | apostolischer Vikar von Bosnien, später der Herzegowina; Titularbischof von Azot                                             | 67    |       |
| 14. August | Colin Campbell, 1. Baron Clyde     | britischer Feldmarschall | 70    |       |
| 14. August | Karl von Gerlach                   | preußischer Regierungspräsident in Erfurt und Köln sowie Berliner Polizeipräsident                                           | 70    |       |
| 16. August | Reese Bowen Brabson                | US-amerikanischer Politiker                                                                                                  | 45    |       |
| 17. August | Wilhelm Leopold von Heister        | preußischer Generalmajor | 68    |       |
| 18. August | Lazarus Gottlieb Sichling          | deutscher Kupfer- und Stahlstecher                                                                                           |       |       |
| 19. August | Alexander Carl                     | Herzog von Anhalt-Bernburg                                                                                                   | 58    |       |
| 19. August | John A. Gurley                     | US-amerikanischer Politiker (Republikanische Partei)                                                                         | 49    |       |
| 19. August | Pietro Marini                      | italienischer Kardinal | 68    |       |
| 21. August | Friedrich August Nüsslin           | deutscher Klassischer Philologe und Gymnasiallehrer                                                                          | 83    |       |
| 22. August | Abraham Robinson McIlvaine         | US-amerikanischer Politiker                                                                                                  | 59    |       |
| 22. August | Aloys Resch                        | deutscher Jurist, königlich bayerischer Beamter, Historiker                                                                  | 84    |       |
| 23. August | Theodor Kalide                     | deutscher Bildhauer | 62    |       |
| 23. August | Karl Rößler                        | deutscher Mineraloge | 75    |       |
| 23. August | Joseph Levin Saalschütz            | deutscher Archäologe, Historiker, Kulturwissenschaftler und Autor                                                            | 62    |       |
| 23. August | Michail Semjonowitsch Schtschepkin | russischer Schauspieler | 74    |       |
| 26. August | John Buchanan Floyd                | Gouverneur von Virginia, Kriegsminister der Vereinigten Staaten und General der Konföderierten im Amerikanischen Bürgerkrieg | 57    |       |
| 27. August | Aizawa Seishisai                   | japanischer Samurai und Dichter                                                                                              | 81    |       |
| 28. August | Eilhard Mitscherlich               | deutscher Chemiker und Mineraloge                                                                                            | 69    |       |
| 29. August | Friedrich Karl Moes                | Unternehmer in Kongresspolen                                                                                                 | 54    |       |
| 29. August | Johann Friedrich Immanuel Tafel    | deutscher evangelischer Theologe                                                                                             | 67    |       |
| 30. August | Luther Bradish                     | US-amerikanischer Jurist und Politiker                                                                                       | 79    |       |
| 30. August | William von Seckendorff            | deutscher Bergbaubeamter, Mineraloge und Salinendirektor                                                                     |       |       |
| 31. August | Valentin Veigl von Kriegeslohn     | k. k. Feldmarschall-Lieutenant, einer der tüchtigsten Reitergenerale der kaiserlichen Armee                                  | 61    |       |
| August     | Georg Ludwig von Torney            | deutscher Verwaltungsbeamter                                                                                                 |       |       |

## September
| Tag           | Name                                | Beruf, bekannt als                                                                             | Alter | Beleg |
| ------------- | ----------------------------------- | ---------------------------------------------------------------------------------------------- | ----- | ----- |
| 1. September  | Lebrecht Wilhelm Schulz             | deutscher Elfenbeinschnitzer                                                                   | 89    |       |
| 2. September  | Lorenzo Signani                     | italienischer Geistlicher                                                                      | 59    |       |
| 3. September  | Greene C. Bronson                   | US-amerikanischer Jurist und Politiker                                                         | 73    |       |
| 3. September  | Robert Ludwell Yates Peyton         | US-amerikanischer Politiker                                                                    | 41    |       |
| 5. September  | Giuseppe La Farina                  | italienischer Schriftsteller, Freiheitskämpfer und Politiker, Mitglied der Camera dei deputati | 48    |       |
| 5. September  | Iwan Petrowitsch Sacharow           | russischer Ethnograph, Altertumsforscher und Folklorist                                        | 55    |       |
| 7. September  | Lucius M. Walker                    | US-amerikanischer General der Konföderierten im Sezessionskrieg                                | 33    |       |
| 8. September  | Valentino Alessandro Balli          | Schweizer Politiker                                                                            | 66    |       |
| 10. September | Franz Abart                         | Tiroler Bildhauer                                                                              | 93    |       |
| 11. September | James H. Caldwell                   | US-amerikanischer Schauspieler und Theatermanager                                              | 70    |       |
| 11. September | Adele Garsò-Galster                 | deutsche Theaterschauspielerin                                                                 | 23    |       |
| 11. September | Claude-Charles Pierquin             | französischer Arzt, Polygraph und Romanist                                                     | 64    |       |
| 11. September | Johann Wilhelm Schirmer             | deutscher Landschaftsmaler und Grafiker                                                        | 56    |       |
| 14. September | James Hugh Relfe                    | US-amerikanischer Politiker                                                                    | 71    |       |
| 15. September | Theodor Wilhelm Christian Martius   | deutscher Apotheker, Hochschullehrer und zweiter Bürgermeister von Erlangen                    | 67    |       |
| 15. September | Ludwig Mercklin                     | deutschbaltischer Klassischer Philologe                                                        | 47    |       |
| 16. September | Richard Brodhead                    | US-amerikanischer Politiker                                                                    | 52    |       |
| 16. September | Wilhelm August Graah                | dänischer Marineoffizier und Polarforscher                                                     | 69    |       |
| 16. September | Karl Wilhelm von Wnuck              | preußischer Generalmajor                                                                       | 75    |       |
| 17. September | Charles Robert Cockerell            | britischer Architekt und Archäologe                                                            | 75    |       |
| 17. September | Blasius Höfel                       | österreichischer Kupferstecher                                                                 | 71    |       |
| 17. September | Alfred de Vigny                     | französischer Schriftsteller                                                                   | 66    |       |
| 19. September | Phillip Sidney Coolidge             | US-amerikanischer Astronom                                                                     | 33    |       |
| 19. September | Ignaz von Landsberg-Velen und Gemen | deutscher Politiker und Unternehmer, freier Standesherr                                        | 74    |       |
| 19. September | Joseph Nigg                         | österreichischer Maler                                                                         | 80    |       |
| 19. September | Carl Wilhelm Wutzer                 | deutscher Militärarzt, Chirurg und Hochschullehrer                                             | 74    |       |
| 20. September | James Deshler                       | General der Konföderierten im amerikanischen Bürgerkrieg                                       | 30    |       |
| 20. September | Jacob Grimm                         | deutscher Germanist und Jurist                                                                 | 78    |       |
| 20. September | Richard Rowland Kirkland            | konföderierter Soldat                                                                          | 20    |       |
| 20. September | Johann Heinrich Schlink             | deutscher Anwalt, Mitglied der preußischen Nationalversammlung                                 | 70    |       |
| 21. September | Gustav Eduard Dellschau             | deutscher Unternehmer                                                                          | 64    |       |
| 22. September | Christian Friedrich Hänle           | deutscher Apotheker                                                                            | 74    |       |
| 22. September | Friedrich Wilhelm Opelt             | sächsischer Geheimer Finanzrat, Musikwissenschaftler, Mathematiker und Astronom                | 69    |       |
| 23. September | Karl Ludwig Klose                   | deutscher Mediziner und Historiker                                                             | 72    |       |
| 23. September | Johannes Voigt                      | deutscher Historiker und Vater des Humanismusforschers Georg Voigt                             | 77    |       |
| 24. September | Ida Arenhold                        | deutsche Pionierin der Sozialfürsorge und Gründerin Krankenhauses Friederikenstift in Hannover | 64    |       |
| 24. September | Gregor Rihar                        | slowenischer Komponist                                                                         | 67    |       |
| 26. September | Frederick William Faber             | englischer Oratorianer, Priester und Theologe                                                  | 49    |       |
| 27. September | Ignaz Feigerle                      | österreichischer katholischer Theologe, Bischof von St. Pölten                                 | 68    |       |
| 28. September | José Venancio López Requena         | guatemaltekischer Präsident                                                                    |       |       |
| 28. September | August Lucas                        | deutscher Graphiker und Landschaftsmaler                                                       | 60    |       |
| 29. September | Hirose Gyokusō                      | japanischer Konfuzianer, Dichter                                                               | 56    |       |
| 30. September | Johann Wilhelm Joseph Braun         | deutscher katholischer Theologe                                                                | 62    |       |
| September     | John Moore                          | US-amerikanischer Politiker                                                                    |       |       |
| September     | Lalla Fatma N'Soumer                | algerische Widerstandskämpferin                                                                | 33    |       |

## Oktober
| Tag         | Name                                      | Beruf, bekannt als                                                                                           | Alter | Beleg |
| ----------- | ----------------------------------------- | --- | ----- | ----- |
| 1. Oktober  | Gabriel Leonhard von Berckholtz           | baltischer Kaufmann                                                                                          | 82    |       |
| 1. Oktober  | Ebenezer Emmons                           | US-amerikanischer Geologe                                                                                    | 64    |       |
| 1. Oktober  | Pietro Sterbini                           | italienischer Freiheitskämpfer im Risorgimento                                                               | 70    |       |
| 2. Oktober  | Justinus van der Brugghen                 | niederländischer Staatsmann                                                                                  | 59    |       |
| 2. Oktober  | Friedrich Teichmann                       | deutscher Autor, Agrarwissenschaftler und Gründer der Sparkasse Liebertwolkwitz                              | 80    |       |
| 4. Oktober  | William J. Grayson                        | US-amerikanischer Politiker                                                                                  | 74    |       |
| 4. Oktober  | Friedrich Maczewski                       | kurländischer Jurist und Komponist                                                                           | 72    |       |
| 4. Oktober  | Gerrit Schimmelpenninck                   | niederländischer Staatsmann                                                                                  | 69    |       |
| 5. Oktober  | Wilhelm Johann Theodor Mauch              | deutscher Mediziner und Bryologe                                                                             |       |       |
| 6. Oktober  | Albrecht Philipp Thaer                    | deutscher Agronom                                                                                            | 69    |       |
| 6. Oktober  | Frances Trollope                          | britische Romanautorin und Reiseschriftstellerin                                                             | 84    |       |
| 7. Oktober  | Daniel Goodenow                           | US-amerikanischer Anwalt und Politiker                                                                       | 69    |       |
| 8. Oktober  | Carl Friedrich Ludwig Lohner              | Schweizer Historiker und Politiker                                                                           | 76    |       |
| 9. Oktober  | Hugo Piccaneser                           | deutscher Opernsänger (Tenor)                                                                                | 30    |       |
| 9. Oktober  | Ferdinand Johannes Wit von Dörring        | deutsch-dänischer Schriftsteller, Journalist und Politiker                                                   | 64    |       |
| 10. Oktober | Martin Wilhelm Oppenheim                  | deutscher Bankier                                                                                            |       |       |
| 10. Oktober | Maximilian Weisse                         | österreichischer Astronom                                                                                    | 64    |       |
| 12. Oktober | John Singleton Copley, 1. Baron Lyndhurst | britischer Politiker, Mitglied des House of Commons                                                          | 91    |       |
| 12. Oktober | Andreas Jung                              | Kirchenhistoriker und Bibliothekar                                                                           | 70    |       |
| 12. Oktober | Georg von Meyendorff                      | deutsch-baltischer, russischer Offizier und Forschungsreisender                                              | 68    |       |
| 12. Oktober | Andrei Mureșanu                           | rumänischer Poet und Revolutionär                                                                            | 46    |       |
| 13. Oktober | Philippe-Antoine d’Ornano                 | französischer General, Pair und Marschall von Frankreich                                                     | 79    |       |
| 13. Oktober | Thomas Ruffin                             | US-amerikanischer Politiker                                                                                  | 43    |       |
| 14. Oktober | Polycarpe Chabaille                       | französischer Romanist und Mediävist                                                                         |       |       |
| 15. Oktober | Horace Lawson Hunley                      | amerikanischer Marineingenieur der Konföderierten                                                            | 40    |       |
| 15. Oktober | Sebastian Mutzl                           | deutscher Gymnasiallehrer und Verfasser von Schulbüchern                                                     | 66    |       |
| 17. Oktober | Johann Georg Wenzel Dennerlein            | deutscher Theaterschauspieler und Opernsänger (Tenor)                                                        |       |       |
| 19. Oktober | Niimi Nishiki                             | Kommandeur, später Vize-Kommandeur der Shinsengumi, einer Polizeieinheit                                     |       |       |
| 19. Oktober | John Savage                               | US-amerikanischer Jurist und Politiker                                                                       | 84    |       |
| 22. Oktober | Johann Friedrich Böhmer                   | deutscher Historiker                                                                                         | 68    |       |
| 24. Oktober | Caspar Arnold Engel                       | deutscher Politiker, Landdrost der Herrschaft Pinneberg und Abgeordneter der Frankfurter Nationalversammlung |       |       |
| 24. Oktober | August von Frays                          | bayerischer Kammerherr, Generalmajor und Hoftheater-Intendant                                                | 73    |       |
| 24. Oktober | Heinrich David Hertz                      | deutscher Kaufmann                                                                                           | 66    |       |
| 26. Oktober | Gotthard Daniel Fritzsche                 | deutscher lutherischer Geistlicher; Gründer der Evangelisch-Lutherischen Kirche in Australien                | 66    |       |
| 28. Oktober | Henry White Beeson                        | US-amerikanischer Politiker                                                                                  | 72    |       |
| 28. Oktober | Friedrich Christian Ferdinand von Pechlin | deutscher Jurist und Diplomat in dänischen Diensten                                                          | 74    |       |
| 30. Oktober | Marie-Alphonse Bedeau                     | französischer General                                                                                        | 59    |       |
| 30. Oktober | Albert Hayn                               | deutscher Geburtshelfer und Hochschullehrer                                                                  | 62    |       |
| 30. Oktober | Serizawa Kamo                             | Kommandeur einer japanischen Schutztruppe                                                                    |       |       |
| 30. Oktober | Wilhelm Wehner                            | deutscher Verwaltungsjurist                                                                                  |       |       |
| 31. Oktober | Joseph von Arneth                         | österreichischer Archäologe und Numismatiker                                                                 | 72    |       |
| 31. Oktober | Ludwig Blenker                            | deutscher Militär und US-amerikanischer General                                                              | 51    |       |
| 31. Oktober | Henry Fitz                                | US-amerikanischer Teleskophersteller                                                                         |       |       |
| 31. Oktober | Michael von Poschinger                    | bayerischer Fabrikant und Landtagsabgeordneter                                                               | 69    |       |

## November
| Tag          | Name                                | Beruf, bekannt als                                                       | Alter | Beleg |
| ------------ | ----------------------------------- | ------------------------------------------------------------------------ | ----- | ----- |
| 1. November  | Eduard von Polenz                   | sächsischer Beamter und Politiker, Abgeordneter des Sächsischen Landtags | 71    |       |
| 3. November  | Ignacio Comonfort                   | mexikanischer Politiker und Offizier                                     | 51    |       |
| 3. November  | Carl Robert Croll                   | deutscher Landschaftsmaler                                               | 62    |       |
| 4. November  | Rudolph von Dewitz                  | deutscher Verwaltungsbeamter                                             | 48    |       |
| 4. November  | Robert Hay                          | schottischer Reisender, Antiquitätenhändler und früher Ägyptologe        | 64    |       |
| 4. November  | Johann Heinrich Meyer               | deutscher Buchdrucker und Verleger                                       | 51    |       |
| 6. November  | Maximilian von Schlägel             | bayerischer Offizier, zuletzt Generalmajor                               | 74    |       |
| 9. November  | Ludwig von Döderlein                | deutscher klassischer Philologe                                          | 71    |       |
| 10. November | Gawriil Stepanowitsch Batenkow      | russischer Oberst und Schriftsteller                                     | 70    |       |
| 10. November | Joseph Anton van der Straeten       | preußischer Bürgermeister, Landrat und Gutsbesitzer                      | 86    |       |
| 11. November | Manuel Basilio Bustamante           | Interimspräsident Uruguays                                               | 78    |       |
| 11. November | Johann Karl Ratzer                  | mährischer Dichter, Abgeordneter und Verwaltungsjurist                   | 60    |       |
| 12. November | Emil Kaibel                         | Theaterschauspieler                                                      |       |       |
| 12. November | Per Krafft der Jüngere              | schwedischer Maler                                                       | 86    |       |
| 13. November | Þuríður Einarsdóttir                | isländische Seefrau                                                      | 86    |       |
| 13. November | Marie Gordon                        | österreichische Schriftstellerin                                         |       |       |
| 15. November | Friedrich VII.                      | König von Dänemark (1848–1863)                                           | 55    |       |
| 15. November | Georg Störzel                       | deutscher Jurist und Politiker                                           | 81    |       |
| 16. November | Franz Wilhelm von Barfus-Falkenburg | preußischer Generalmajor                                                 | 75    |       |
| 16. November | Louis-René Villermé                 | französischer Hygieniker                                                 | 81    |       |
| 16. November | Heinrich Joseph von Weitershausen   | großherzoglich hessischer Generalleutnant                                | 71    |       |
| 18. November | August Beer                         | deutscher Chemiker, Mathematiker und Physiker                            | 38    |       |
| 18. November | Stephen Emery                       | US-amerikanischer Jurist und Politiker                                   | 73    |       |
| 18. November | Emilie Lachaud de Loqueyssie        | deutsche Künstlerin                                                      | 70    |       |
| 19. November | Hans Georg Meyer                    | königlicher hannoverscher Generalleutnant, König von Hannover            | 71    |       |
| 20. November | David Bronson                       | US-amerikanischer Politiker                                              | 63    |       |
| 20. November | James Bruce, 8. Earl of Elgin       | britischer Kolonialbeamter und Diplomat                                  | 52    |       |
| 20. November | Georg von Jäger                     | Gymnasialdirektor, Ritter des Zivilverdienstordens der Bayerischen Krone | 85    |       |
| 20. November | Adolf Schmidl                       | österreichischer Topograf, Geograph, Höhlenforscher und Schriftsteller   | 61    |       |
| 21. November | Henry W. Cushman                    | US-amerikanischer Politiker                                              | 58    |       |
| 21. November | George Alexander Hoskins            | britischer Ägyptologe                                                    |       |       |
| 21. November | Joseph Mayseder                     | österreichischer Violinist und Komponist                                 | 74    |       |
| 23. November | Johann Georg Hildt                  | deutscher Werkmeister und Architekt                                      | 78    |       |
| 23. November | George Jerrard                      | britischer Mathematiker                                                  |       |       |
| 25. November | Wilhelm Böhmer                      | protestantischer Theologe                                                | 63    |       |
| 25. November | Samuel Axley Smith                  | US-amerikanischer Politiker                                              | 41    |       |
| 27. November | Johann Peter Cornelius d’Alquen     | deutscher Komponist und Arzt                                             | 63    |       |
| 27. November | Joseph Kyle                         | US-amerikanischer Maler                                                  |       |       |
| 27. November | Gottlieb Rohde                      | deutscher Landrat                                                        | 85    |       |
| 28. November | Hermann Stockmayer                  | deutscher Mediziner und Politiker                                        | 56    |       |
| 29. November | Johann Franz Kempen                 | österreichischer General                                                 | 70    |       |
| 30. November | Kamehameha IV.                      | König von Hawaii (1855–1863)                                             | 29    |       |
| 30. November | Henriette Presburg                  | Mutter von Karl Marx                                                     | 75    |       |

## Dezember
| Tag          | Name                                            | Beruf, bekannt als                                                             | Alter | Beleg |
| ------------ | ----------------------------------------------- | ------------------------------------------------------------------------------ | ----- | ----- |
| 2. Dezember  | Jane Pierce                                     | US-amerikanische First Lady (1853–1857)                                        | 57    |       |
| 3. Dezember  | John Watkins Brett                              | englischer Ingenieur                                                           | 58    |       |
| 3. Dezember  | John Wales                                      | US-amerikanischer Politiker                                                    | 80    |       |
| 5. Dezember  | Otto Deiters                                    | deutscher Anatom                                                               | 29    |       |
| 5. Dezember  | Emil Franz Rössler                              | böhmisch-deutscher Rechtshistoriker und Bibliothekar                           | 48    |       |
| 6. Dezember  | Johann Baptist Moser                            | österreichischer Volkssänger                                                   | 64    |       |
| 6. Dezember  | August von Ripperda                             | deutscher Offizier und Landrat des Kreises Düren                               | 84    |       |
| 8. Dezember  | Natalja Nikolajewna Puschkina-Lanskaja          | Frau des russischen Dichters Alexander Puschkin                                | 51    |       |
| 12. Dezember | James FitzGibbon                                | britischer Offizier                                                            | 83    |       |
| 13. Dezember | Friedrich Hebbel                                | deutscher Dramatiker und Lyriker                                               | 50    |       |
| 13. Dezember | Bernarda Heimgartner                            | Schweizer Ordensfrau, Ordensgründerin und Selige                               | 41    |       |
| 16. Dezember | Nathaniel Albertson                             | US-amerikanischer Politiker                                                    | 63    |       |
| 16. Dezember | John Buford                                     | US-amerikanischer Nordstaaten-General                                          | 37    |       |
| 16. Dezember | Wilhelmine Suhrlandt                            | deutsche Lithographin                                                          | 60    |       |
| 18. Dezember | Peter Friedrich Rudolf Faull                    | deutscher Verwaltungsjurist und Begründer der Statistik in Mecklenburg         | 70    |       |
| 18. Dezember | Josiah Forshall                                 | britischer Bibliothekar und Paläograph                                         | 68    |       |
| 18. Dezember | Georg Wachter                                   | österreichischer Maler                                                         | 54    |       |
| 20. Dezember | Karl Karow                                      | deutscher Komponist, Arrangeur und Schulmeister                                | 73    |       |
| 20. Dezember | William M. McCarty                              | US-amerikanischer Politiker                                                    |       |       |
| 20. Dezember | Ludwig Rosenstiel                               | deutscher Revolutionär                                                         | 57    |       |
| 21. Dezember | Désiré Beaulieu                                 | französischer Komponist und Konzertveranstalter                                | 72    |       |
| 21. Dezember | Giuseppe Gioachino Belli                        | italienischer Dichter                                                          | 72    |       |
| 22. Dezember | Josefine Scutta                                 | österreichische Theaterschauspielerin                                          | 68    |       |
| 22. Dezember | Willem Vrolik                                   | holländischer Anatom und Pathologe                                             | 62    |       |
| 23. Dezember | Theodoor Gerard van Lidth de Jeude              | niederländischer Zoologe                                                       | 75    |       |
| 24. Dezember | Ferdinand Fintelmann                            | Königlicher Hofgärtner auf der Pfaueninsel und im Schlossgarten Charlottenburg | 89    |       |
| 24. Dezember | William Makepeace Thackeray                     | britischer Schriftsteller                                                      | 52    |       |
| 25. Dezember | Friedrich Ferdinand von Boeselager              | Domherr in Osnabrück und Münster                                               | 82    |       |
| 25. Dezember | Joseph Henderson                                | US-amerikanischer Politiker                                                    | 72    |       |
| 25. Dezember | Karl Friedrich Wilhelm Ferdinand von Hirschfeld | preußischer General der Infanterie                                             | 71    |       |
| 25. Dezember | Peter Josef von Rüding                          | Landrat Großherzogtum Hessen                                                   | 80    |       |
| 27. Dezember | Anton Dreher senior                             | österreichischer Brauereiunternehmer und Politiker, Landtagsabgeordneter       | 53    |       |
| 27. Dezember | Josef Leopold Gierster                          | österreichischer Politiker, Gaudenzdorfer Bürgermeister                        |       |       |
| 27. Dezember | Joseph Trouillat                                | Schweizer Lehrer, Archivar und Politiker                                       | 48    |       |
| 29. Dezember | Charles E. Clarke                               | US-amerikanischer Jurist und Politiker                                         | 73    |       |
| 29. Dezember | Karl Theodor Kunz                               | deutscher Ingenieur, der überwiegend im Eisenbahnwesen tätig war               | 72    |       |
| 29. Dezember | Salomon Müller                                  | deutscher Naturforscher und Zoologe                                            | 59    |       |
| 30. Dezember | Constantin Wilhelm Lambert Gloger               | deutscher Zoologe und Ornithologe                                              | 60    |       |
| 30. Dezember | Frédéric Monod                                  | schweizerisch-französischer evangelischer Geistlicher                          | 69    |       |
| 31. Dezember | Friedrich Nordeck zur Rabenau                   | Landtagsabgeordneter im Großherzogtum Hessen                                   | 70    |       |

## Datum unbekannt
| Tag | Name                                  | Beruf, bekannt als                                                       | Alter | Beleg |
| --- | ------------------------------------- | ------------------------------------------------------------------------ | ----- | ----- |
|     | Henryk Abicht                         | polnischer Aktivist                                                      | 27/28 |       |
|     | Christian Afrikaner                   | Kaptein der ǃGû-ǃgôun, einer Orlamgesellschaft                           |       |       |
|     | Carlo Armellini                       | italienischer Politiker und Jurist; Regent der Römischen Republik (1849) |       |       |
|     | Hippolyte Boissel de Monville         | französischer Fabrikbesitzer und Pflanzensammler                         |       |       |
|     | Friedrich Brügel                      | Bürgermeister von Regensburg, Stadtgerichtsrat in Würzburg               |       |       |
|     | Louis Bührer                          | Kommunalpolitiker in Ludwigsburg                                         |       |       |
|     | William Church                        | US-amerikanischer Erfinder (Setzmaschine)                                |       |       |
|     | Vlastimil Vojtěch Deym ze Stříteže    | tschechischer Adliger und Politiker                                      |       |       |
|     | Joseph Dieffenbach                    | österreichischer Gärtner                                                 |       |       |
|     | Carlo Gianella                        | italienischer Ingenieur                                                  |       |       |
|     | Marija Kasimirowna Juschnewskaja      | Ehefrau des Dekabristen Alexei Petrowitsch Juschnewski                   | 72/73 |       |
|     | Victor-Jean-François Loche            | Capitaine der französischen Armee und Naturforscher                      |       |       |
|     | Georg Müller                          | österreichischer Kirchenmusiker und Komponist                            |       |       |
|     | Solomon Northup                       | US-amerikanischer Schriftsteller                                         |       |       |
|     | Francesco Nullo                       | italienischer Freiheitskämpfer                                           |       |       |
|     | Émile Prudent                         | französischer Pianist, Komponist und Musikpädagoge                       |       |       |
|     | Émile Regnault                        | französische Arzt und Autor                                              |       |       |
|     | Shi Dakai                             | chinesischer Führer des Taiping-Aufstandes                               |       |       |
|     | Joseph Anton Sedlmayr                 | deutscher Maler und Lithograf                                            |       |       |
|     | Luíz Moutinho de Lima Alvares e Silva | brasilianischer Diplomat                                                 |       |       |
|     | Auguste de Tallenay                   | französischer Diplomat                                                   |       |       |
|     | William P. Taylor                     | US-amerikanischer Politiker                                              |       |       |
|     | Johannes Thomas                       | deutscher Maler und Lithograph                                           |       |       |
|     | Karl Friedrich Eusebius Trahndorff    | philosophischer Schriftsteller                                           |       |       |
|     | Ludwig Weller                         | badischer Jurist und Politiker                                           |       |       |
|     | Ernst Wibel                           | deutscher Rechtsanwalt und Parlamentarier                                |       |       |
|     | Marija Nikolajewna Wolkonskaja        | russische Begründerin des Sozialsystems in Sibirien                      |       |       |
|     | Francis Hall Wooten                   | US-amerikanischer Politiker                                              |       |       |
|     | Elise Wysard-Füchslin                 | Schweizer Porträt- und Trachtenmalerin                                   |       |       |